# ويليام ديكنسون هاولي
ويليام ديكنسون هاولي (بالإنجليزية: William Dickinson Hawley)‏ هو رجل دين أمريكي، ولد في 1784 في مانشستر في الولايات المتحدة، وتوفي في 23 يناير 1845.